# Hemibarbus labeo
Hemibarbus labeo és una espècie de peix cipriniforme de la família dels ciprínids.

## Morfologia
Els mascles poden assolir els 62 cm de longitud total.

## Distribució geogràfica
Es troba a Àsia.